# Liste der Monuments historiques in Bonnencontre
Die Liste der Monuments historiques in Bonnencontre führt die Monuments historiques in der französischen Gemeinde Bonnencontre auf.

## Liste der Objekte
| Bezeichnung                                | Beschreibung                                                                            | Standort                                  | Kennzeichnung | Schutzstatus | Datum | Bild |
| ------------------------------------------ | --------------------------------------------------------------------------------------- | ----------------------------------------- | ------------- | ------------ | ----- | ---- |
| Pietà                                      | Kalkstein, farbig gefasst, zweite Hälfte des 16. Jahrhunderts                           | in der Kirche Immaculée-Conception (Lage) | PM21000357    | Classé       | 1927  |      |
| Skulptur Unterweisung Mariens              | Kalkstein, farbig gefasst, 16. Jahrhundert                                              | in der Kirche Immaculée-Conception (Lage) | PM21000358    | Classé       | 1927  |      |
| Skulptur Heiliger Blasius                  | Holz, 17. Jahrhundert                                                                   | in der Kirche Immaculée-Conception (Lage) | PM21000359    | Classé       | 1962  |      |
| Skulptur Heilige Katharina von Alexandrien | Pappelholz, um 1600                                                                     | in der Kirche Immaculée-Conception (Lage) | PM21000360    | Classé       | 1962  |      |
| Kruzifix                                   | Holz; Korpus aus dem 16. Jahrhundert, Kreuz aus der zweiten Hälfte des 19. Jahrhunderts | in der Kirche Immaculée-Conception (Lage) | PM21000361    | Classé       | 1965  |      |